# Dean Wright
Dean Wright (15 maggio 1962) è un regista supervisore di effetti speciali statunitense, principalmente conosciuto per aver lavorato a quelli di Titani, Il Signore degli Anelli e Le cronache di Narnia.
Nel 2012 dirige Cristiada, con un ottimo riscontro da parte della critica, e vincendo e ottenendo nomination in numerosi festival.

## Filmografia parziale

### Regia e sceneggiatura
- Cristiada (For Greater Glory: The True Story of Cristiada) (2012)

### Effetti speciali
- Titanic, regia di James Cameron (1997)
- Al di là dei sogni (What Dreams May Come), regia di Vincent Ward (1998)
- L'uomo bicentenario (Bicentennial Man), regia di Chris Columbus (1999)
- Fuori in 60 secondi (Gone in Sixty Seconds), regia di Dominic Sena (2000)
- Unbreakable - Il predestinato (Unbreakable), regia di M. Night Shyamalan (2000)
- Il regno del fuoco (Reign of Fire), regia di Rob Bowman (2002)
- Il Signore degli Anelli - Le due torri (The Lord of the Rings: The Two Towers), regia di Peter Jackson (2002)
- Il Signore degli Anelli - Il ritorno del re (The Lord of the Rings: The Return of the King), regia di Peter Jackson (2003)
- Le cronache di Narnia - Il leone, la strega e l'armadio (The Chronicles of Narnia: The Lion, the Witch and the Wardrobe), regia di Andrew Adamson (2005)
- Le cronache di Narnia - Il principe Caspian (The Chronicles of Narnia: Prince Caspian), regia di Andrew Adamson (2008)